# Karl Gustav Haase
Karl Gustav Haase (* 21. Februar 1840 in Tönning; † 1908 in Reinbek) war ein deutscher Mediziner und Augenarzt.

## Leben
Karl Gustav Haase studierte an den Universitäten Kiel, Tübingen, Berlin, Bonn, Paris und London Medizin. 1860 wurde er in Kiel Mitglied des Corps Holsatia. Nach seiner Promotion zum Dr. med. im Jahre 1864. Anschließend war er Assistenzarzt in der Augenklinik von Alexander Pagenstecher in Wiesbaden. 1868 ließ er sich in Hamburg als Augenarzt nieder. 1876 wurde er dort Oberarzt der Augenabteilung des allgemeinen Krankenhauses.
Kurt Gustav Haase ließ sich 1889 von Martin Haller in Wentorf, Am Mühlenteich 10, ein Landhaus bauen und 1897/98 zu einer großen Villa erweitern. Es ist seit 2018 das Künstlerhaus „Villa Willemsen“.

## Schriften
- Refraktionsanomalien, 1866
- Zur Anatomie des menschlichen Auges, 1867
- Über das Ligamentum pectinatum iridis, 1868
- Zur pathologischen Anatomie des Coloboma iridis et chorioideae, 1870
- Lephothrix im unteren Thränen-Kanal, 1879
- Tenotomie, Orbital-Entzündung, Sehnerven-Schwund, 1880
- Embolie der Central-Arterie der Netzhaut, 1881
- Zur neuroparalytischen Hornhaut-Entzündung, 1881
- Cysticercus, aus dem Glaskörper erfolgreich herausgezogen, 1882
- Beiträge zur Operation des grauen Staares, 1899
- Neue Wendebrille, geeignet zum Gebrauch durchgebogener Brillengläser.